# Пасупулети Пурначандра Рао
Пасупулети Пурначандра Рао (телугу పసుపులేటి పూర్ణచంద్రరావు; 22 мая 1948, Кхаммам, штат Хайдарабад — 11 октября 2019, Хайдарабад) — индийский драматург, поэт, писатель

 и кинокритик.

## Биография
Родился 22 мая 1948 года в Кхаммаме. После получения степени бакалавра в Османском университете, в 1978 году поступил на курсы оценки фильмов в Институте кино и телевидения в Пуне. Затем в 1982—1983 годах обучался в Калькутте у известного драматурга Бадала Саркара. В 1986 году изучал музыкальные и исполнительские системы у гуру Шри Чукка Саттая. В 1992 году стажировался у всемирно известного бразильского режиссера Аугусту Боала в Париже. В 1980—1990-х годах провел множество экспериментов в области уличного театра, ставя пьесы, поднимающие социальные проблемы, с которыми сталкиваются различные сообщества. Его театр получил название «Театр жертвы». Пурначандра Рао также основал Центр этического искусства и в течение многих лет проводил дискуссии с экспертами на различные темы.
Его сборник стихов «Let Me Confess» был признан критикой как привносящий новое измерение в современную поэзию на телугу. Восемь статей авторства Пурначандры Рао вошли в антологию «The Oxford Companion to Indian Theatre». Его книга «Silent Cinema (1895—1930)», являющаяся первой частью трилогии «History of The World Cinema», была удостоена Национальной кинопремии в 2014 году.
Пурначандра Рао скончался 11 октября 2019 года в больнице Хайдарабада, куда был помещен за четыре дня до этого. У него остались жена Лакшми Таяру, дочери Кальяни и Видья и сын Сатья Чайтанья.